# Softsub
Softsub è un tipo di sottotitoli per video digitale, che vengono memorizzati separatamente dal video stesso, usando formati di file particolari come *.srt, *.ssa e *.ass. I sottotitoli non sono quindi impressi nell'immagine come avviene per l'hardsub, ma sono codificati a runtime durante la riproduzione del video. Per vederli occorre installare alcuni filtri.
I softsub presentano molti vantaggi:
- Possibilità di abilitare o disabilitare i sottotitoli.
- Possibilità di cambiare il colore, il tipo (font) e la dimensione del carattere.
- Possibilità di modificare il testo e di essere ridistribuiti senza costringere gli altri utenti a scaricare nuovamente il video.

Qualora un video ed un file di softsub si trovino salvati nella stessa cartella e con lo stesso nome, molti programmi per la riproduzione dei video visualizzeranno automaticamente i sottotitoli. Se hanno nome diverso e/o sono salvati in posizioni diverse, il file dei sottotitoli dovrà essere selezionato tramite il programma stesso.

## Contenitori di softsub
Nei softsub quindi, i sottotitoli sono scritti in un file esterno al file video, oppure sono contenuti in flussi separati dal video in questione. I contenitori più diffusi per i softsub sono i file formato *.mkv, *.avi e *.vob, nei quali si trovano i file video e audio (es. *.mpeg) ed il file dei sottotitoli (es. *.srt).